# Нідермулерн
Нідермулерн (нім. Niedermuhlern) — громада  в Швейцарії в кантоні Берн, адміністративний округ Берн-Міттельланд.

## Географія
Громада розташована на відстані близько 10 км на південь від Берна.
Нідермулерн має площу 7,3 км², з яких на 6,3% дозволяється будівництво (житлове та будівництво доріг), 76,2% використовуються в сільськогосподарських цілях, 17,5% зайнято лісами, 0% не є продуктивними (річки, льодовики або гори).

## Демографія
2019 року в громаді мешкало 501 особа (+8% порівняно з 2010 роком), іноземців було 7,2%. Густота населення становила 69 осіб/км².
За віковим діапазоном населення розподілялося таким чином: 18% — особи молодші 20 років, 61,9% — особи у віці 20—64 років, 20,2% — особи у віці 65 років та старші. Було 214 помешкань (у середньому 2,3 особи в помешканні).
Із загальної кількості 156 працюючих 92 було зайнятих в первинному секторі, 8 — в обробній промисловості, 56 — в галузі послуг.